# Рапопорт, Анатолий Борисович
Анатоль Рапопорт (Анатолий Борисович Рапопорт; 22 мая 1911, Лозовая Харьковской губернии — 20 января 2007, Торонто) — американский философ еврейского происхождения, биолог, психолог, представитель операционализма.

## Биография и научная деятельность
Анатолий Рапопорт родился на станции Лозовая в еврейской семье и был назван в честь деда по отцовской линии. Его отец Муня Хаим-Бер (впоследствии Борис) Нафтульевич Рапопорт (1888—?) и мать Хана-Удл (впоследствии Адель) Пинхусовна (в девичестве также Рапопорт, родом из Черкас) приходились друг другу двоюродными братом и сестрой. Родители поженились за год до рождения старшего сына Анатолия.
В 1921 году переезжает в США. В 1941 году оканчивает Чикагский университет. С 1955 года — профессор математической биологии в Институте психиатрии Мичиганского университета (University of Michigan). С 1955 года по 1970 — профессор биологической математики в том же университете. В том же (1955) году становится одним из основателей Международного общества по исследованию проблем общей семантики, и возглавляет его в качестве президента (1965—1966). Один из основных редакторов журналов ETC и Behavior Science. С 1970 по 2007 год — профессор психологии и математики в Университете Торонто (University of Toronto), Канада. Умер от пневмонии в Торонто.
В своей научной деятельности получил широкую известность благодаря анализу связей между языком, мышлением и действием, а также благодаря исследованиям по использованию языка в конфликтных ситуациях. Одним из первых начинает применять методы теории игр для анализа поведения. Применял математические модели для анализа феноменов паразитизма и симбиоза.

## Сочинения
- Рапопорт Анатоль Стратегия и совесть = Strategy and Conscience. — М.: Прогресс, 1968. — 322 с.